# Морозово (Гаврилово-Посадский район)
Морозово — деревня в Гаврилово-Посадском районе Ивановской области России, входит в состав Петровского городского поселения.

## География
Деревня расположена близ берега реки Нерль в 3 км на юг от центра поселения посёлка Петровский и в 15 км на северо-восток от райцентра города Гаврилов Посад.

## История
В конце XIX — начале XX века деревня входила в состав Кибергинской волости Суздальского уезда Владимирской губернии, с 1918 года в составе Тейковского уезда Иваново-Вознесенской губернии. В 1859 году в деревне числилось 25 дворов, в 1905 году — 25 дворов.
С 1929 года деревня входила в состав Петрово-Городищенского сельсовета Гаврилово-Посадского района, с 2005 года — в составе Петровского городского поселения.

## Население
| 1859 | 1905 | 2010 | 2013 |
| ---- | ---- | ---- | ---- |
| 157  | ↗232 | ↗266 | ↗292 |